# Tajinab
Tajinab är en ort i Mexiko.   Den ligger i kommunen Tampamolón Corona och delstaten San Luis Potosí, i den centrala delen av landet, 240 km norr om huvudstaden Mexico City. Tajinab ligger 376 meter över havet och antalet invånare är 339.
Terrängen runt Tajinab är kuperad åt nordväst, men åt sydost är den platt. Tajinab ligger uppe på en höjd. Runt Tajinab är det ganska tätbefolkat, med 58 invånare per kvadratkilometer. Närmaste större samhälle är Tanquián de Escobedo, 17,2 km öster om Tajinab. Omgivningarna runt Tajinab är en mosaik av jordbruksmark och naturlig växtlighet.